# Wacław Kupper
Wacław Kupper (ur. 31 sierpnia 1930 w Wysinie, zm. 25 grudnia 2021) – polski nauczyciel, urzędnik państwowy i samorządowiec, naczelnik Lęborka (1977–1982), wiceminister oświaty i wychowania (1982–1987). 

## Życiorys
Ukończył Liceum Pedagogiczne w Lęborku, następnie kształcił się w Wyższej Szkole Pedagogicznej w Warszawie i na Wydziale Filozoficzno-Historycznym Uniwersytetu Wrocławskiego im. Bolesława Bieruta, gdzie uzyskał tytuł magistra historii. W latach 1950–1964 pracował w szkolnictwie miejskim w Lęborku, m.in. w Liceum Ogólnokształcącym im. Stefana Żeromskiego, następnie podjął pracę w nadzorze pedagogicznym w Lęborku i Słupsku. Był m.in. inspektorem i wizytatorem szkolnym oraz zastępcą kuratora. Sprawował funkcję dyrektora departamentu szkolnictwa w ministerstwie oświaty. W 1982 został powołany na urząd podsekretarza stanu w ministerstwie oświaty i wychowania, który pełnił do 1987. W latach 1984–1992 stał na czele Szkolnego Związku Sportowego jako jego przewodniczący.
Przez szereg lat działał w Stronnictwie Demokratycznym, był m.in. przewodniczącym jego struktur w Lęborku oraz członkiem Centralnego Komitetu w Warszawie. Na przełomie lat 70. i 80. sprawował funkcję naczelnika Lęborka. W 1988 był z ramienia SD wiceprzewodniczącym Państwowej Komisji Wyborczej w wyborach do rad narodowych, w następnym roku zasiadł w tejże Komisji podczas wyborów parlamentarnych. W latach 80. był kierownikiem Wydziału Organów Przedstawicielskich i Samorządowych CK SD, a na początku lat 90. kierował Centralnym Ośrodkiem Kształcenia Kadr SD.
Był przewodniczącym Rady Powiatu Lęborskiego I kadencji (1999–2002) z ramienia SLD.